# Julius Christian Koch
Julius Christian Koch, eigentlich Julius Christian Kellner (1792 in Köln – 18. Dezember 1860) war ein deutscher Theaterschauspieler.

## Leben
Koch war der Sohn des Schauspielerehepaares Kellner und sollte sich dem Apothekerfach widmen. Doch hatte er keine Neigung für den Stand und als seine Eltern starben, ging er ebenfalls zum Theater, ändert aber seinen Namen, um der französischen Konskription zu entgehen 1812 in Koch, nachdem er bereits 1808 sich in Bremen schauspielerisch versucht und mit Glück die Bühne betreten hatte. Er blieb bis 1811 engagiert. Schauspieler Friedrich Burmeister förderte den jungen Mann, bemühte sich um seine Ausbildung und verschaffte ihm für komische Rollen ein Engagement in Braunschweig. Koch blieb jedoch nicht lange und ging 1812 zu Franz Seconda in Dresden, wo er bis 1817 als beliebtes Mitglied wirkte.
Sein nächstes Engagement war Leipzig. Dort hatte er keinen leichten Stand, denn er sollte den abgegangenen Komiker Ferdinand Albert Aloys Wurm ersetzen. Allein das Wagnis gelang, der neue Komiker war nicht minder beliebt als der alte. Er wirkte auch in Leipzig fast ununterbrochen bis 1832, in welchem Jahre er eine größere Kunstreise durch Deutschland unternahm und außer in Magdeburg, Kassel und Hannover nirgends lange blieb. 1836 lief Koch endlich in einen ruhigen Hafen ein, indem er Mitglied des Hoftheaters in Dresden wurde, und im Fache der komischen Alten ein Vierteljahrhundert, bis zu seinem Tode, 18. Dezember 1860, hervorragend künstlerisch tätig war.
Neben den komischen Partien spielte er auch ernste Charakterrollen und war besonders sein „Shylock“ eine vortreffliche, gediegene, anerkannte Leistung. Seine Hauptstärke lag allerdings im komischen Fach, in welchem er geradezu exzellierte. Besonders beliebt war er als Koupletsänger und wurden seine von ihm selbst verfassten Possenkouplets jedes Mal bejubelt und zur Wiederholung verlangt. Sprudelnder Humor, schlagender Witz und eine außerordentliche Körpergewandtheit waren seine charakteristischsten Eigenschaften. Er zählte zu den besten deutschen Komikern.

## Sonstiges
Ein Porträt des Schauspielers, das im Schauspielhaus Dresden hing, wurde im September 2012 gestohlen und am 21. Dezember 2017 wieder und unversehrt dem Schauspielhaus übergeben.